# ダヌィーロ・アポーストル
ダヌィーロ・アポーストル（ウクライナ語: Данило Апостол、1654年12月4日 - 1734年1月17日）は、ウクライナ・コサックの頭領。1668年から1727年にかけてヘーチマン国家ムィールホロド連隊の連隊長、1727年から1734年にかけてはヘーチマン国家（左岸ウクライナ）のヘーチマン。「独眼の頭領」と呼ばれた。

## 生涯
1654年12月4日、ロシアの属国ヘーチマン国家ムィールホロド連隊ソローチンツィ村、コサック長官の家に生まれた。父パウロー・アポーストルはモルダヴィア公国の士族であったが、1648年のフメリニツキーの乱の折にコサック側に加わり、1659年にヘーチマン国家のムィールホロド連隊の連隊長に任命されてウクライナへ帰化した。1668年に父が没すると、ムィールホロド連隊のコサックは息子ダヌィーロを連隊長に選んだが、ダヌィーロが幼かったので、親戚のオレクサンドル・ドゥビャーハが連隊長の名代になった。
1682年にダヌィーロ・アポーストルは元服し、全権ムィールホロド連隊長となった。しかし、前ヘーチマンのイヴァン・サモイローヴィチ派の一員であったため、1687年に現ヘーチマンのイヴァン・マゼーパの命により連隊長から解任された。1693年にマゼーパはアポーストルを旧職に再任し、マゼーパ政権とロシアに反旗を翻したペトロー・イヴァネーンコ書記官との戦に彼を派遣した。イヴァネーンコはクリミア・ハン国と手を結び、その軍勢と共にヘーチマン国家へ攻め入ることを何度も試みたが、1693年のインフール川の戦いと1696年のヴォールスクラ川の戦いでアポーストルの連隊に連敗した。
1695年から1696年までの間にアポーストルはロシアが行ったアゾフ海遠征に従軍し、ドニプロ川の下流に位置するクリミア・ハン国のクィズ・ケレメン要塞と、オスマン帝国のオチャーキウ要塞の陥落に際し、軍功を立てた。これによってアポーストルはマゼーパの信頼を得、1697年にマゼーパがクリミアへ出陣する時、マゼーパの名代である任命ヘーチマンとしてヘーチマン国家の管理が任された。
1700年にロシアとスウェーデンとの間に大北方戦争が勃発すると、アポーストルはロシア司令官ボリス・シェレメーテフの下でコサックの部隊を指揮し、1701年にリヴォニアでのエレストフェルの戦いに参加した。さらに、1704年にポーランド・リトアニア共和国の国王アウグスト2世を救うために3,000人のコサック部隊を率いて出陣し、1705年のワルシャワの戦いでの勝利に貢献した。しかし、アポーストルはマゼーパと同様にヘーチマン国家のロシアからの独立を願い、密かにスウェーデン軍の司令部と内通し、ウクライナ・スウェーデン同盟条約の作成に関わるようになった。1708年10月25日にアポーストルの連隊はスウェーデン軍に寝返ったが、アポーストルはウクライナにおけるロシアの焦土作戦によるスウェーデン軍の疲弊を分析して勝算がないと判断し、再びロシア軍に寝返った。ロシアのツァーリ、ピョートル1世は、ウクライナにおける反ロシアのコサック長官を引き付けるために、アポーストルを赦免して領地や連隊長の職も安堵した。アポーストルはそれを受けて、1709年のポルタヴァの決戦に参陣した。
1711年にアポーストルは任命ヘーチマンとしてウクライナ・コサックを引率し、プルトの陣と呼ばれるロシア軍によるモルダヴィア公国への侵略に加わった。さらに、11年後の1722年、1万人のコサック軍の司令官としてロシア・ペルシャ戦争に赴いた。デルベント要塞をめぐる戦いにおいて右眼を失い、「独眼の頭領」と呼ばれるようになった。
1723年にアポーストルは、ヘーチマンのパウロー・ポルボートクを初めとするコサック長官と共にコロマークの条々をピョートル1世に提出し、大北方戦争後に縮減されたヘーチマン国家の自治権の回復、ヘーチマン政府を監視する小ロシア委員会の廃止、ならびにヘーチマンの自由な選挙の実施を請願した。それに対して、ピョートル1世は条々の提出者全員を「謀反人と小ロシアの民の迫害者」として逮捕し、サンクトペテルブルクのペトロパヴロフスク要塞に監禁した。1725年にピョートル1世が死去するとアポーストルは解放されたが、サンクトペテルブルクを出ることは許されなかった。

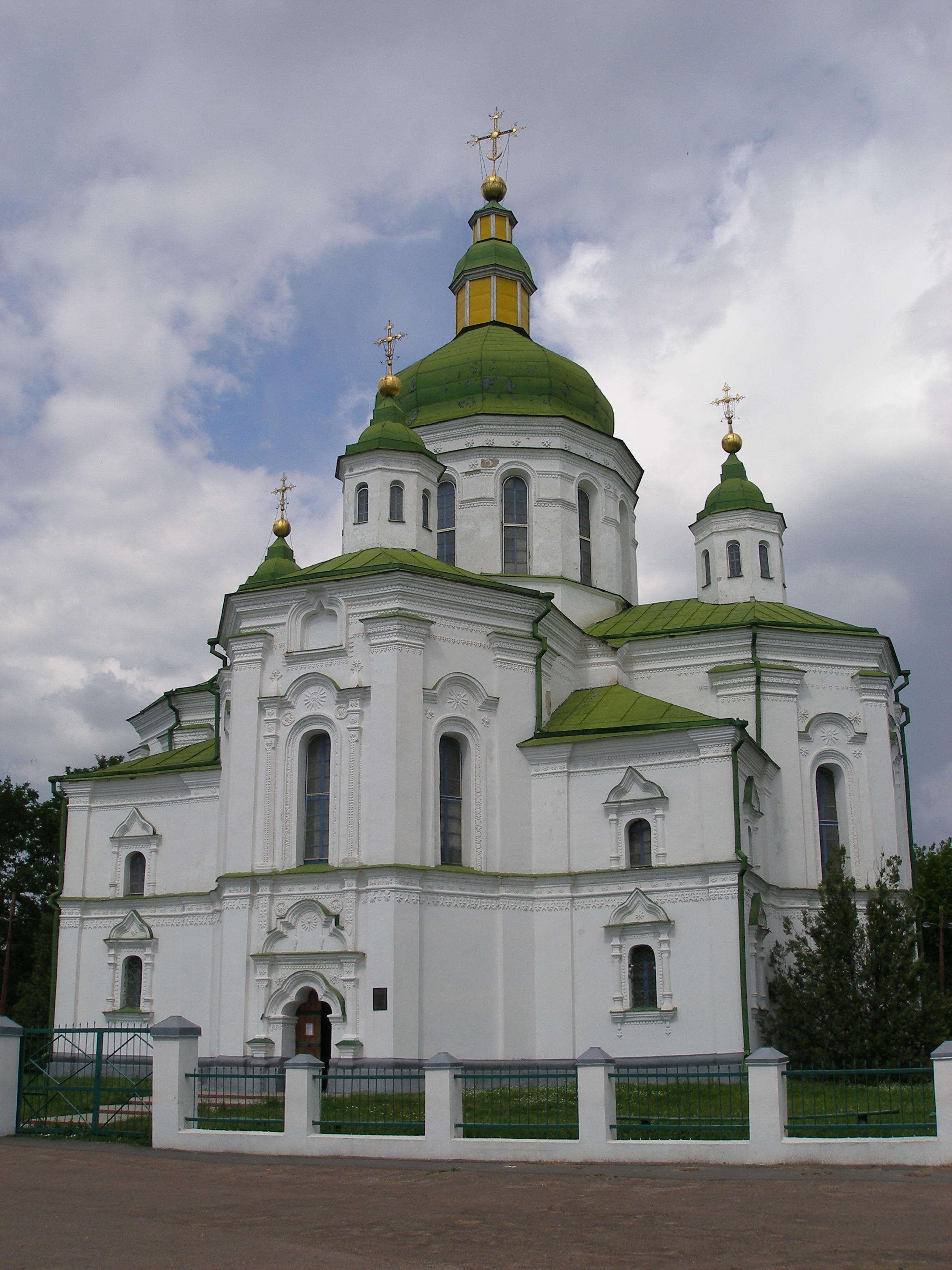
ダヌィーロ・アポーストルが建立した救世主顕栄教会（ウクライナ、ポルタヴァ州、ヴェルィーキ・ソローチンツィ）

1727年の夏にピョートル2世の政府はロシア・オスマン関係の悪化と、そして新たな戦争の可能性を懸念し、小ロシア委員会を廃止してウクライナにおける新たなヘーチマンを選ぶことを許可した。そのために高齢のアポーストルは親ロシア候補者として選挙に出され、1727年10月1日にフルーヒウで開かれた会議においてヘーチマンに選出された。会議には、ロシアの観察使ナウーモフも出席した。ヘーチマンは、息子パウローを人質としてロシアの政府に差し出し、自らピョートル2世の戴冠儀式に参加し、ピョートル2世に1654年の条約に基づくヘーチマン国家の自治権の回復を請願した。ピョートル2世はアポーストルの要求を受け入れ、1728年に「決定的条々」を出してヘーチマン国家の政府の存在を公認した。しかし、同時にヘーチマンの親衛隊を削減すること、ヘーチマン国家の税金の過半をロシアの国庫に送ること、政府内でロシア人役人を増やしてロシア人にヘーチマン国家における領地購入を許すことを義務付けた。
ウクライナに帰ったアポーストルは国内の整備に着手した。1729年から1731年にかけては検地を行い、違法に私領となった土地を国に戻した。さらに、経済の改革に努め、ヘーチマン国家史上初めて国家予算の収支を明らかにして国家の金融制度を改新させた。また、1730年には裁判の改革も行い、「ウクライナの裁判への指示」を公表し、訴訟と抗告の新たな手続きを定めた。
1730年にピョートル2世が没してアンナがロシアの皇帝になると、アポーストルはロシア政府よりヘーチマン国家のための特権を獲得することに成功した。その特権によれば、ウクライナに駐屯していたロシア軍は6つの連隊にまで縮小され、大北方戦争時にマゼーパに味方したコサックは赦免され、さらに、18世紀初頭からロシア側が設置したウクライナからの輸出品に対する差別税率や様々な制限が解除された。また、アンナ女帝の許可により、アポーストルはキエフをヘーチマン直轄領にし、ヘーチマン国家の政府におけるロシア人の役人を減らし、ロシア人がウクライナで土地を購入することを禁止した。それに加えて、1708年にロシア軍が壊滅させたザポーロジャのシーチを、1734年にピドピーリナ川の河岸で復建することにも成功した。
1734年1月17日にアポーストルは、生まれたソローチンツィ村で心臓麻痺により死去した。遺体はアポーストルが建立した現地の教会で葬られた。アポーストルの死より1750年までに新たなヘーチマンは選ばれることがなかったが、アポーストルの活躍によりロシア帝国へのヘーチマン国家の合併は一時的に停止した。2006年8月16日にアポーストルの業績を記念するために、ウクライナ大統領ヴィクトル・ユーシチェンコがヴェルィーキ・ソローチンツィ村にアポーストル銅像を建てた。